# Liga Europeia de Hóquei em Patins de 2021–22
A Liga Europeia de 2021–22 foi a 57ª edição da maior competição de clubes europeus de hóquei em patins masculino organizada pela World Skate.
O GSH Trissino conquistou o seu 1º título.

## Participantes
Com a renúncia das 12 equipas da EHCA por não estarem de acordo com o formato em vigor que foi anunciado a 19 de agosto de 2021, a Liga Europeia ficou reduzida a oito equipas nesta época. O formato passou a ser constituído por dois grupos de quatro equipas, com todos-contra-todos a duas voltas. Os dois mais bem classificados de cada grupo apuraram-se para a Final Four.
| Fase           | Equipas      | Equipas        | Equipas      | Equipas       |
| -------------- | ------------ | -------------- | ------------ | ------------- |
| Fase de Grupos | GSH Trissino | Hockey Sarzana | Amatori Lodi | SC Tomar      |
| Fase de Grupos | AD Valongo   | US Coutras     | La Vendéenne | RHC Diessbach |

## Fase de Grupos
Dois grupos de quatro equipas, com "todos-contra-todos" a duas voltas. Os dois mais bem classificados de cada grupo apuraram-se para a Final Four.

### Grupo A
| Time         | J | V | E | D | GP | GC | SG  | Pts |
| ------------ | - | - | - | - | -- | -- | --- | --- |
| GSH Trissino | 6 | 4 | 2 | 0 | 19 | 13 | +6  | 14  |
| SC Tomar     | 6 | 3 | 3 | 0 | 22 | 15 | +7  | 12  |
| Amatori Lodi | 6 | 2 | 1 | 3 | 16 | 17 | −1  | 7   |
| La Vendéenne | 6 | 0 | 0 | 6 | 8  | 20 | −12 | 0   |

|              | 0TRI0 | 0SCT0 | 0AML0 | 0LEV0 |
| ------------ | ----- | ----- | ----- | ----- |
| GSH Trissino |       | 4-4   | 2-1   | 2-1   |
| SC Tomar     | 3-3   |       | 5-2   | 2-0   |
| Amatori Lodi | 2-3   | 4-4   |       | 4-1   |
| La Vendéenne | 2-5   | 2-4   | 2-3   |       |

### Grupo B
| Time           | J | V | E | D | GP | GC | SG  | Pts |
| -------------- | - | - | - | - | -- | -- | --- | --- |
| AD Valongo     | 6 | 4 | 1 | 1 | 28 | 15 | +13 | 13  |
| Hockey Sarzana | 6 | 4 | 1 | 1 | 30 | 25 | +5  | 13  |
| RHC Diessbach  | 6 | 2 | 0 | 4 | 20 | 29 | −9  | 6   |
| US Coutras     | 6 | 1 | 0 | 5 | 18 | 27 | −9  | 3   |

|                | 0VAL0 | 0SAR0 | 0DIE0 | 0COU0 |
| -------------- | ----- | ----- | ----- | ----- |
| AD Valongo     |       | 4-0   | 5-2   | 4-1   |
| Hockey Sarzana | 6-6   |       | 7-4   | 5-3   |
| RHC Diessbach  | 1-5   | 4-7   |       | 3-1   |
| US Coutras     | 5-4   | 4-5   | 4-6   |       |

## Final four
|  | Meias finais   | Meias finais |       |  | Final        | Final |  |
|  |                |              |       |  |              |       |  |
|  | 14 de maio     |              |       |  |              |       |  |
|  | GSH Trissino   | 4            |       |  |              |       |  |
|  | Hockey Sarzana | 0            |       |  |              |       |  |
|  |                |              |       |  |              |       |  |
|  |                |              |       |  | 15 de maio   |       |  |
|  |                |              |       |  | GSH Trissino | 4 (3) |  |
|  |                | AD Valongo   | 4 (1) |  |              |       |  |
|  |                |              |       |  |              |       |  |
|  |                |              |       |  |              |       |  |
|  |                |              |       |  |              |       |  |
|  | 14 de maio     |              |       |  |              |       |  |
|  | AD Valongo     | 4 (3)        |       |  |              |       |  |
|  | SC Tomar       | 4 (1)        |       |  |              |       |  |